# Mesoleius palmeni
Mesoleius palmeni är en stekelart som beskrevs av Woldstedt 1874. Mesoleius palmeni ingår i släktet Mesoleius och familjen brokparasitsteklar. Inga underarter finns listade i Catalogue of Life.